# Ошейниковые попугаи
Ошейниковые попугаи (лат. Psittacella) — род птиц из семейства Psittaculidae, единственный в подсемействе Psittacellinae.

## Описание
Оперение представителей этого рода преимущественно зелёное, голова коричневая, клюв голубоватый. Размер варьирует от 14 до 24 см, вес от 34 до 120 г. Самцы и самки имеют разную окраску оперения (половой диморфизм). Есть также различия между взрослыми и молодыми птицами.
Представители рода — эндемики острова Новая Гвинея.

## Классификация
Международный союз орнитологов включает в род 4 вида:
- Psittacella brehmii Schlegel, 1871 — Большой ошейниковый попугай
- Psittacella madaraszi A. B. Meyer, 1886 — Чешуйчатоголовый ошейниковый попугай
- Psittacella modesta Schlegel, 1871 — Малый ошейниковый попугай
- Psittacella picta Rothschild, 1896 — Буроголовый ошейниковый попугай

## Галерея

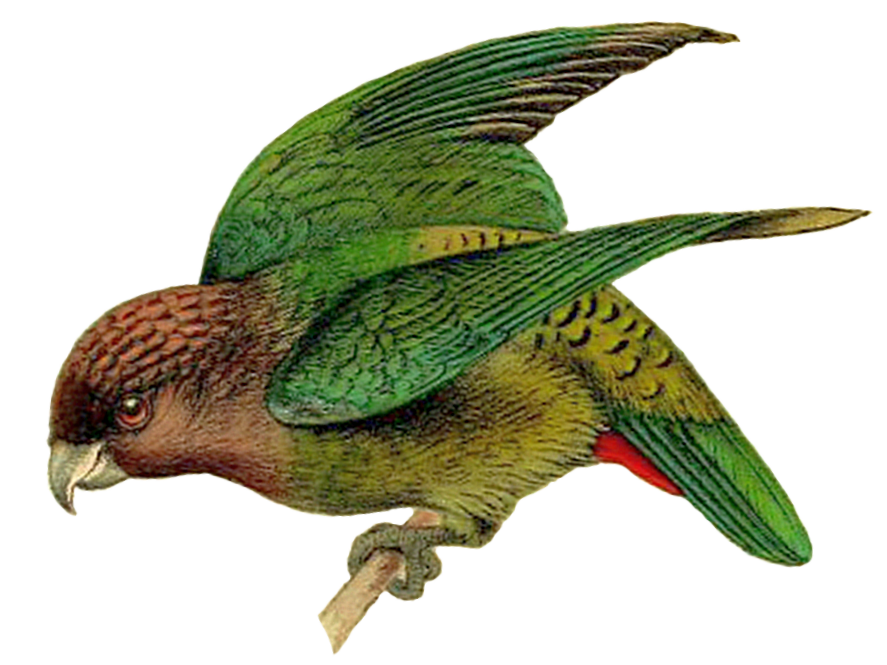
Чешуйчатоголовый ошейниковый попугай (Psittacella madaraszi)
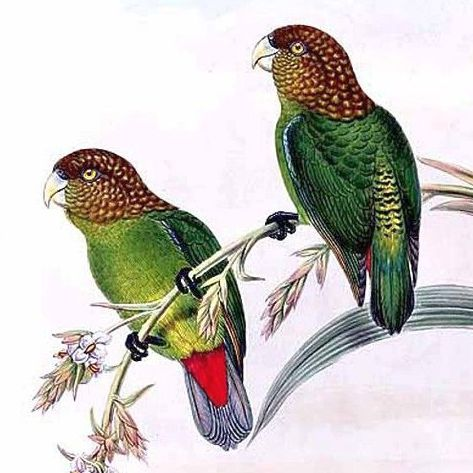
Малый ошейниковый попугай (Psittacella modesta)
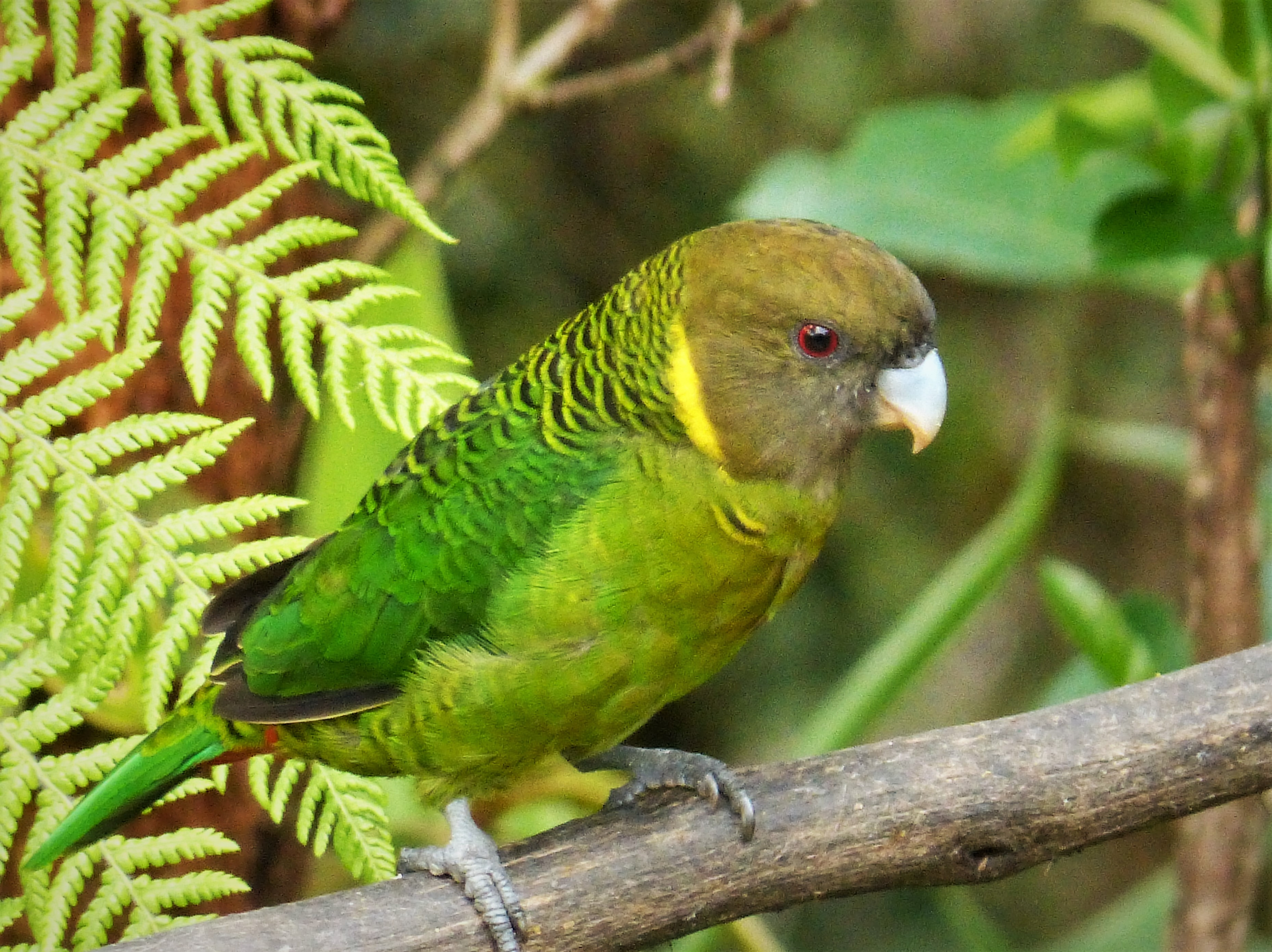
Большой ошейниковый попугай (Psittacella brehmii)